# Zwycięska wiara
Zwycięska wiara – ogólnoświatowa seria kongresów (dużych spotkań religijnych) o charakterze międzynarodowym, zorganizowanych przez Świadków Jehowy, które rozpoczęły się w czerwcu 1978 roku na półkuli północnej, a zakończyły się w styczniu 1979 roku na półkuli południowej. Zorganizowano 290 pięciodniowych kongresów, w tym 118 kongresów międzynarodowych, w których uczestniczyło 3 183 867 osób. Oficjalne kongresy odbyły się w 86 krajach. Ochrzczono 34 853 osób.
Przewodnie hasło kongresu oparte było na słowach Jezusa: „A to jest zwycięstwo, które zwyciężyło świat: nasza wiara” (1 Jana 5:4; NW). Celem kongresu było „utwierdzenie wiary opartej na Biblii, która ma być żywa, aktywna, muszą jej towarzyszyć czyny”.

## Kongresy międzynarodowe na świecie

### Stany Zjednoczone
Spośród 785 051 obecnych na 20 kongresach międzynarodowych w Stanach Zjednoczonych, ochrzczonych zostało 5539 osób.
Pierwsze zgromadzenia z serii kongresów odbyły się w dniach od 14 do 18 czerwca w Irving, Milwaukee, Nowym Orleanie i Waszyngtonie.
Na Texas Stadium w Irving koło Dallas program kongresu został przedstawiony w języku hiszpańskim. Uczestniczyły w nim 16 682 osoby, a 162 zostały ochrzczone. W Millwaukee na County Stadium w języku angielskim w obecne były 50 143 osoby, a 330 zostało ochrzczonych. W kongresie na Superdome w Nowym Orleanie uczestniczyło 36 006 osób, 209 zostało ochrzczonych. W Waszyngtonie kongres odbył się na RFK Memorial Stadium, obecne były 52 302 osoby, a 306 ochrzczono.
W dniach od 21 do 25 czerwca kongres odbył się w Pontiac koło Detroit na Silverdome – 58 410 obecnych, a ochrzczono 301. Kolejny kongres odbył się w tym samym terminie w Nowym Orleanie na Superdome, w którym uczestniczyło 34 015 osób, a ochrzczono 203 osoby. Kongres w języku hiszpańskim odbył się w tym terminie w Lakeland na Lakeland Civic Center. Uczestniczyło w nim 7725 osób, a 90 ochrzczono.
Kolejna seria kongresów odbyła się w dniach od 28 czerwca do 2 lipca. W Los Angeles na Dodger Stadium uczestniczyły w nim 47 243 osoby, a 249 zostały ochrzczone. W tym samym czasie kongres odbywał się na Veterans Stadium w Filadelfii, na którym było obecnych 41 965 osób, a 238 zostało ochrzczonych. W kongresie na Busch Stadium w Saint Louis brało udział 33 776 osób, ochrzczono 249 osób.
Na Hawajach kongresy odbyły się w dniach od 5 do 9 i od 12 do 16 lipca w Blaisdell Center w Honolulu. Program przedstawiono w języku angielskim i japońskim. Ogółem uczestniczyło w nich 17 545 osób, a 131 ochrzczono.
W dniach od 12 do 16 lipca kongres odbył się w Houston na Astrodome – 58 430 obecnych, ochrzczono 468 osób. W tym samym czasie odbył się kolejny kongres na Dodger Stadium w Los Angeles. Program przedstawiono również w języku koreańskim i japońskim. Liczba obecnych wyniosła 41 406 osób, a 290 zostało ochrzczonych. 71 566 osób brało udział w kongresie w Nowym Jorku, odbył się on na Shea Stadium, 487 osób zostało ochrzczonych. Program kongresu na Candlestick Park Stadium w San Francisco został przedstawiony również w języku chińskim. Liczba obecnych wyniosła 50 820 osób, a 274 osoby zostały ochrzczone.
Kolejna seria kongresów została zorganizowana w dniach od 19 do 23 lipca. W zgromadzeniu na Riverfront Stadium w Cincinnati wzięło udział 40 729 osób, a ochrzczono 315 osób. W języku francuskim kongres odbył się w Sali Zgromadzeń w St. Monroe koło Nowego Jorku, uczestniczyło w nim 1969 osób, a 28 zostało ochrzczonych.
W Pittsburghu kongres odbył się na Three Rivers Stadium w dniach od 26 do 30 lipca. Liczba obecnych wyniosła 36 996 osób, a 279 zostało ochrzczonych. W tym samym terminie odbył się kongres w Seattle (Kingdome), na którym obecnych było 46 391 osób, ochrzczono 326 osób. Kongres odbył się również w West High School w Anchorage na Alasce. Uczestniczyło w nim 2519 osób, a 27 ochrzczono.
W dniach od 2 do 6 sierpnia kongres w języku hiszpańskim odbył się na Dodger Stadium w Los Angeles. Uczestniczyło w nim 28 905 osób, a 416 zostało ochrzczonych.
Kolejny kongres w tym języku odbył się w dniach od 9 do 13 sierpnia na Belmont Park Race Track w Nowym Jorku. Liczba obecnych wyniosła 24 012 osób, a 319 zostało ochrzczonych.
Wśród obecnych na kongresach w Stanach Zjednoczonych byli delegaci z Polski (około 20 w Waszyngtonie oraz w Milwaukee, Detroit i Filadelfii). 

### Antigua
Kongres na Antigua Recreations Grounds w Saint John’s odbył się w dniach od 23 do 27 sierpnia. Uczestniczyło w nim 1717 osób, a 35 zostało ochrzczonych.

### Australia
W dniach od 9 do 13 grudnia kongres odbył się w Perth, a w dniach od 11 do 15 grudnia w Sydney. Uczestniczyły w nim 36 853 osoby.

### Austria
W dniach od 26 do 30 lipca kongres odbył się na Süd-Stadion w Wiedniu. Program przedstawiono w języku niemieckim, chorwackim, węgierskim oraz częściowo również w języku angielskim. Władze węgierskie zezwoliły przeszło 400 Świadkom Jehowy z Węgier wyjechać na ten kongres. Ogółem uczestniczyło w nim 14 359 osób, a 203 ochrzczono.

### Barbados
W dniach od 2 do 6 lipca kongres w języku angielskim odbył się na National Stadium w Bridgetown z udziałem członków Ciała Kierowniczego. Obecne były 6142 osoby, w tym delegaci z 28 krajów. Ochrzczono 45 osób.

### Belgia
W Brukseli kongres z udziałem 23 567 osób odbył się w dniach od 26 do 30 lipca w Palais du Centenaire–Heysel. Program przedstawiono w języku francuskim, greckim, hiszpańskim, niderlandzkim i włoskim. 289 osób zostało ochrzczonych.

### Belize
Kongres w Belize City odbył się w dniach od 29 listopada do 3 grudnia.

### Boliwia
Kongres odbył się w dniach od 13 do 17 stycznia 1979 roku w La Paz.

### Brazylia
Kongres w São Paulo odbył się w dniach od 3 do 7 stycznia 1979 roku, a wzięło w nim udział 81 938 osób. W Brazylii w kongresach uczestniczyło 193 749 osób. Ogłoszono wydanie Pisma Świętego w Przekładzie Nowego Świata w języku portugalskim (Brazylia).

### Chile
W kongresie w Chile uczestniczyło 23 839 osób.

### Cypr
W kongresach na Cyprze uczestniczyło 1057 osób.

### Dania
W Kopenhadze kongres odbył się w dniach od 5 do 9 lipca w Idrætsparken. Program przedstawiono w języku duńskim i angielskim, a w ostatnich dwóch dniach również w języku chorwackim, greckim, hiszpańskim i polskim. W kongresie uczestniczyła 40-osobowa delegacja Świadków Jehowy z Polski. Dojazd ułatwiło uruchomienie bezpośredniej komunikacji pasażerskiej drogą morską ze Świnoujścia do stolicy Danii. Pomimo zakazu działalności w Polsce otrzymali oni zezwolenia na przekroczenie granicy, chociaż swą prośbę umotywowali „udziałem w zgromadzeniu Świadków Jehowy w Danii”. Wyjazd z Polski był uzależniony od otrzymania zaproszenia oraz pokrycia pewnych opłat z zagranicy, w czym pomogli duńscy Świadkowie Jehowy. Skorzystali z trwającego dwa i pół dnia programu w języku polskim; między innymi za pomocą nagrań dźwiękowych i przezroczy przedstawiono im trzy dramaty biblijne. Obecni byli również delegaci z Anglii, Grecji, Hiszpanii i Jugosławii. Liczba obecnych wyniosła 16 912 osób, ochrzczono 107 osób.

### Ekwador
Kongres w Guayaquil odbył się w dniach od 19 do 23 stycznia 1979 roku.

### Fidżi
Kongres w Ba odbył się w dniach od 29 listopada do 3 grudnia.

### Filipiny
W dniach od 22 do 26 sierpnia kongres odbył się na Rizal Memorial Stadium w Manili, brały w nim udział 35 684 osoby, a 305 zostało ochrzczonych. Ogółem w kongresach na Filipinach uczestniczyło 107 449 osób.

### Finlandia
W dniach od 12 do 16 lipca kongres odbył się w Messukeskus w Helsinkach. Brało w nim udział 16 345 osób, a 211 ochrzczono.

### Francja
We Francji kongresy odbyły się w sześciu miastach, uczestniczyło w nich 83 419 osób.
W dniach od 26 do 30 lipca kongres odbył się w Foire Commerciale w Lille. Program przedstawiono w języku francuskim i polskim. W kongresie uczestniczyła grupa delegatów z Polski. Liczba obecnych wyniosła 10 957 osób, a 130 zostało ochrzczonych. W tym samym terminie kongres odbył się również na Stade Marcel Saupin w Nantes. Brało w nim udział 10 197 osób, a 171 ochrzczono. W kongresie na Stade Vélodrome w Marsylii uczestniczyło 12 371 osób, a 203 zostały ochrzczone.
W dniach od 2 do 6 lipca kongres odbył się w Palais des Sport w Grenoble. Liczba obecnych wyniosła 11 702, ochrzczono 133 osoby.
W tym samym czasie miał miejsce kongres na Stade Olympique Yves-du-Manoir w Colombes. Program odbył się w języku francuskim i portugalskim. W zgromadzeniu wzięło udział 28 827 osób, a 445 zostało ochrzczonych. Również w tym samym czasie kongres odbył się na Stadium Municipal w Tuluzie, uczestniczyło w nim 9365 osób, a 127 zostało ochrzczonych.

### Ghana
Kongresy w Akrze oraz w Kumasi odbyły się w dniach od 20 do 24 grudnia. W kongresach w Ghanie uczestniczyło 61 595 osób.

### Grecja
W Grecji odbyły się dwa kongresy. Pierwszy z nich w dniach od 28 czerwca do 2 lipca na Apollo Stadium w Atenach, a drugi w dniach od 12 do 16 lipca w Salonikach. Uczestniczyło w nich ogółem 28 417 osób – 19 407 w Atenach (gdzie ochrzczono 167 osób) i 9010 w Salonikach, gdzie 132 zostały ochrzczone.

### Gwadelupa
Pierwszy kongres międzynarodowy jaki się odbył na Gwadelupie miał miejsce w dniach od 9 do 13 sierpnia w Pointe-à-Pitre. W kongresie uczestniczyły 6274 osoby (w tym czasie na wyspie działało 2600 głosicieli), a 74 osoby zostały ochrzczone. Przybyły delegacje Świadków Jehowy z Belgii, Kanady, Szwajcarii, Stanów Zjednoczonych i innych krajów.

### Gwatemala
Kongres w stolicy Gwatemali odbył się w dniach od 6 do 10 grudnia.

### Holandia
W Rotterdamie w dniach od 12 do 16 lipca na Stadionie Feijenoord program kongresu był przedstawiany w języku niderlandzkim i włoskim oraz częściowo również w języku angielskim. Uczestniczyło w nim 35 361 osób, a 122 osoby ochrzczono.

### Honduras
Kongres w San Pedro Sula odbył się w dniach od 29 listopada do 3 grudnia.

### Hongkong
W Hongkongu kongres odbył się w dniach od 12 do 16 sierpnia, uczestniczyło w nim 1321 osób, a 54 ochrzczono.

### Hiszpania
W Barcelonie kongres odbył się w Feria Oficial e Internacional de Muestras de Barcelona w dniach od 2 do 6 sierpnia. Uczestniczyły w nim 54 283 osoby, a 1356 osób zostało ochrzczonych.

### Indie
Kongres w Bombaju odbył się w dniach od 4 do 8 października.

### Irlandia
W dniach od 12 do 16 lipca kongres odbył się w R.D.S. Main Hall w Dublinie. Program przedstawiono w języku angielskim i częściowo w języku włoskim. Liczba obecnych wyniosła 4437, ochrzczono 37 osób.

### Japonia
Kongres „Zwycięska wiara” był czwartym międzynarodowym kongresem zorganizowanym w Japonii, uczestniczyło w nim 78 136 osób.
W dniach od 26 do 30 lipca kongres odbył się w International Exibition Hall w Nagoi, udział w nim wzięły 10 282 osoby, a 238 osób ochrzczono.
Główne zgromadzenie odbyło się w dniach od 2 do 6 sierpnia w Expo Memorial Park w Osace. Ogólna liczba obecnych wyniosła 31 785, w tym przeszło 200 delegatów ze Stanów Zjednoczonych, Kanady, Niemiec, Szwajcarii oraz innych krajów Europy, Azji i Ameryki Południowej. W programie wzięło udział trzech członków Ciała Kierowniczego. Ochrzczono 629 osób.
Kongres na Olympic Stadium w Sapporo odbył się w dniach od 9 do 13 sierpnia, uczestniczyło w nim 8099 osób, ochrzczono 205 osób. Kongres w Tokio odbył się na Ohi Horse Racing Stadium w dniach od 11 do 15 sierpnia. Brało w nim udział 27 041 osób, a 586 zostało ochrzczonych.

### Kanada
W Kanadzie odbyło się pięć kongresów, w których uczestniczyło 140 590 osób.
W dniach od 5 do 9 lipca na Stadionie Olimpijskim w Montrealu program przedstawiono w języku angielskim, francuskim, arabskim, greckim, portugalskim, włoskim oraz częściowo w koreańskim i ukraińskim. W pobliżu stadionu powstało kilkutysięczne kongresowe pole kempingowe. Liczba obecnych wyniosła 80 008, ochrzczono 831 osób.
Na Winnipeg Stadium w Winnipeg kongres odbył się w dniach od 12 do 16 lipca. Program przedstawiono w języku angielskim, a niektóre punkty w języku ukraińskim. W zgromadzeniu wzięły udział 16 164 osoby, a 93 zostały ochrzczone.
W Vancouver na Empire Stadium kongres odbył się w dniach od 19 do 23 lipca. Liczba obecnych wyniosła 22 819, ochrzczono 165 osób.
W dniach od 23 do 27 sierpnia kongres odbył się w Edmonton Coliseum w Edmonton. Program przedstawiono w języku angielskim, a niektóre punkty w języku ukraińskim. Uczestniczyło w nim 21 599 osób, a ochrzczono 137.

### Kenia
W dniach od 27 do 31 grudnia odbył się w Nairobi. Uczestniczyło w nim również 37 Świadków Jehowy z Rwandy. Na granicy ugandyjsko-kenijskiej, ugandyjska straż graniczna oskarżyła ich o szpiegostwo, aresztowała i odesłała do dowództwa armii w Kampali. Osobiście przesłuchał ich Idi Amin, prezydent Ugandy, który polecił ich uwolnić, dzięki czemu mogli udać się na kongres.

### Kolumbia
Kongres w Cali odbył się w dniach od 10 do 14 stycznia 1979 roku, a wzięło w nim udział 20 438 osób.

### Korea Południowa
W Seulu kongres odbył się w dniach od 4 do 8 sierpnia w City Students Gymnasium (8673 obecnych, 187 zostało ochrzczonych), a w dniach od 9 do 13 sierpnia w Changchoong Doong, w którym wzięły udział 11 884 osoby, 193 zostały ochrzczone. W tym samym czasie kongres odbył się w Choongmu Gymnasium w Daejeon, uczestniczyło w nim 5169 osób, a 73 ochrzczono. W kongresie w Daegu brały udział 5845 osoby, a 78 osób zostało ochrzczonych. W kongresach wzięło udział 33 181 osób.

### Kostaryka
Kongres w San José odbył się w dniach od 3 do 7 stycznia 1979 roku, a uczestniczyło w nim 8549 osób.

### Lesotho
W dniach od 3 do 7 stycznia kongres odbył się w Maseru.

### Liberia
Kongres w Monrovii odbył się w dniach od 13 do 17 grudnia.

### Madagaskar
W kongresach na Madagaskarze uczestniczyło 1790 osób.

### Mauritius
Na Mauritiusie kongres odbył się w dniach 9, 10 i od 12 do 14 stycznia 1979 roku, a wzięło w nim udział 690 osób.

### Meksyk
Kongres w stolicy Meksyku odbył się w dniach od 25 do 29 listopada. W Meksyku w kongresach wzięło udział 239 101 osób.

### Martynika
W dniach od 2 do 6 sierpnia kongres z udziałem 2886 osób odbył się w Hall des Sport – krytym obiekcie sportowym należącym do Stadionu imienia Louisa Achille’a w Fort-de-France. Przemówienie wygłosił członek Ciała Kierowniczego John C. Booth. 21 osób zostało ochrzczonych.

### Mjanma (Birma)
Kongres w Rangunie odbył się w dniach od 25 do 29 października.

### Niemcy
W dniach od 26 do 30 lipca kongres w języku niemieckim, angielskim, greckim i tureckim odbył się w Olympiahalle w Monachium. Na kongresie obecni byli również misjonarze Szkoły Gilead, działający w 35 krajach. Zorganizowano odrębne sesje w kilku językach. W programie w języku angielskim wystąpili mówcy z 11 krajów. Kongres ten był przełomowym momentem w życiu gitarzysty Ricky Kinga, który w następnym roku razem z żoną został Świadkiem Jehowy. Liczba obecnych wyniosła 58 559 osób, a 647 ochrzczono.
Na Rheinstadionie w Düsseldorfie kongres w języku niemieckim, chorwackim, hiszpańskim, portugalskim i włoskim odbył się w dniach od 29 lipca do 2 sierpnia, udział w nim wzięło 50 186 osób, a 427 zostało ochrzczonych. W tych dwóch kongresach wzięło udział 108 901 osób.

### Nigeria
Kongresy w Ibadanie oraz w Lagos odbyły się w dniach od 22 do 26 grudnia. W kongresach udział wzięło 217 244 osób.

### Nikaragua
Kongres w Managui odbył się w dniach od 30 grudnia 1978 roku do 3 stycznia 1979 roku, a uczestniczyło w nim 7083 osób. Było to ostatnie ogólnokrajowe zgromadzenie przed okresem restrykcji.

### Nowa Kaledonia
W dniach od 9 do 13 grudnia kongres odbył się w Numea.

### Nowa Zelandia
Kongres w Auckland odbył się w dniach od 6 do 13 grudnia. W kongresie uczestniczyło również około 60 Świadków Jehowy z Wysp Cooka, którzy mogli przybyć dzięki pomocy finansowej nowozelandzkich współwyznawców.

### Panama
Kongres w stolicy Panamy odbył się w dniach od 6 do 10 stycznia 1979 roku.

### Papua-Nowa Gwinea
W dniach od 31 sierpnia do 3 września kongres odbył się w Port Moresby. Program został przedstawiony w języku hiri motu i zachęcił obecnego członka Ciała Kierowniczego – Geoffreya Jacksona do podjęcia służby misjonarskiej, nauki języków obcych oraz skutecznego przemawiania.

### Paragwaj
Kongres w Asunción odbył się w dniach od 6 do 10 stycznia 1979 roku.

### Peru
Kongresy w Limie odbyły się w dniach od 17 do 21 oraz od 24 do 28 stycznia 1979 roku, udział w nich wzięło 34 758 osób.

### Polinezja Francuska
Kongres w Papeete na Tahiti odbył się w dniach od 13 do 17 grudnia, a uczestniczyło w nim 985 osób.

### Portoryko
Kongres w języku hiszpańskim odbył się w dniach od 16 do 20 sierpnia na Estadio Hiram Bithorn w San Juan, a w języku angielskim na tym samym stadionie w dniach od 30 sierpnia do 3 września. Liczba obecnych wyniosła ogółem 32 267 osób, ochrzczono 352 osoby.

### Portugalia
W dniach od 2 do 6 sierpnia kongres odbył się na Estadio do Restelo w Lizbonie. Był to pierwszy kongres międzynarodowy zorganizowany w Portugalii. Uczestniczyło w nim 37 567 osób, a 1130 ochrzczono.

### Republika Południowej Afryki
Na kongresach w Republice Południowej Afryki zebrały się 68 353 osoby.

### Reunion
Kongres na Reunionie odbył się w dniach od 3 do 7 stycznia.

### Salwador
Kongres w San Salvador odbył się w dniach od 27 do 31 grudnia.

### Senegal
W dniach od 6 do 10 grudnia kongres odbył się w Dakarze.

### Sierra Leone
Kongres odbył się w stolicy Freetown w dniach od 6 do 10 grudnia.

### Szwecja
W Stockholmsmässan w Sztokholmie kongres odbył się w dniach od 19 do 23 lipca. Program przedstawiano w języku szwedzkim, norweskim, a częściowo także w hiszpańskim, portugalskim i włoskim. Liczba obecnych wyniosła 25 338 osób, ochrzczono 248 osób.

### Tajlandia
Kongres w Bangkoku odbył się w dniach od 18 do 22 października.

### Tajwan
W dniach od 23 do 27 sierpnia kongres odbył się w Tajpej, uczestniczyły w nim 1603 osoby, a 22 zostały ochrzczone.

### Urugwaj
Kongres w Montevideo odbył się w dniach od 10 do 14 stycznia 1979 roku.

### Wenezuela
Kongres w Valencii odbył się w dniach od 27 do 31 grudnia. Uczestniczyło w nim 30 031 osób.

### Wielka Brytania
W pięciu kongresach wzięło udział 111 099 osób.
W dniach od 5 do 9 oraz od 12 do 16 lipca kongresy odbyły się na Sheffield Wednesday Football Ground w Sheffield. Ogółem liczba obecnych na tych dwóch zgromadzeniach wyniosła 36 496, a 131 osób ochrzczono.
W Londynie kongres odbył się w dniach od 19 do 23 lipca na Twickenham Stadium. Program przedstawiono w języku angielskim, greckim, hiszpańskim i włoskim. Uczestniczyło w nim 31 190 osób, ochrzczono 154 osoby. Następny kongres na tym stadionie odbył się w dniach od 26 do 30 lipca, udział w nim wzięły 30 272 osoby, a ochrzczono 97.
W tym samym terminie kongres odbył się na Murrayfield Stadium w Edynburgu. Liczba obecnych wyniosła 21 599, a 137 ochrzczono.

### Włochy
We Włoszech odbyły się dwa kongresy, na których program przedstawiono w języku włoskim oraz częściowo również w języku angielskim. Liczba obecnych wyniosła 111 099.
W dniach od 2 do 6 sierpnia odbył się kongres na San Siro w Mediolanie, w którym uczestniczyło 45 880 osób. Część programu po raz pierwszy była przekazywana również we włoskim języku migowym. W zgromadzeniu uczestniczyło 45 880 osób, a 1080 zostało ochrzczonych. W Rzymie kongres zorganizowano w dniach od 9 do 13 sierpnia na Stadio Flaminio, wzięło w nim udział 65 440 osób, a 1208 ochrzczono.

### Wybrzeże Kości Słoniowej
Kongres w Abidżanie odbył się w dniach od 13 do 17 grudnia, z udziałem ponad 2700 delegatów z 19 krajów.

### Wyspy Salomona
Kongres w Honiarze odbył się w dniach od 7 do 10 września.

### Zambia
W roku 1978 władze zniosły restrykcje dotyczące wielkości zgromadzeń. Świadkowie Jehowy postanowili wystawić wszystkie dramaty (przedstawienia kostiumowe) z poprzednich lat, kiedy to zgromadzenia odbywały się w Salach Królestwa. Liczba obecnych wyniosła 30 686 osób.

## Ważne punkty programu
- Dramaty:
  - Biblijna ozdoba chrześcijanek
  - Do kogo należysz?
  - Młodzi – jaki macie cel w życiu?,
  - Nie oglądaj się za siebie i nie zatrzymuj się[39]
- Wykład publiczny: Jezus Chrystus – zwycięski Król, z którym narody muszą się rozliczyć[40]

Przyjęto deklarację „Wyznanie naszej wiary, by kroczyć naprzód w służbie Jehowy”. Między innymi przyznano słuszność następującym słowom zawartym w przedłożonym Wyznaniu: „Widzieliśmy, czego na skalę całej ziemi potrafi dokonać wiara, jak duch Boży zrodził coś jedynego w swoim rodzaju: ogólnoświatową ‛społeczność braci’ (1 Piotra 2:17, NW). ‛Po tym wszyscy poznają, żeście uczniami moimi’, powiedział Chrystus Jezus, ‛jeśli będzie wśród was miłość’ (Jana 13:35). Cieszymy się, że stanowimy cząstkę jedynego prawdziwego, międzynarodowego braterstwa na obliczu ziemi, grona braci nierozerwalnie związanych miłością: do Boga i Jego Syna, do prawdy, do wszystkiego, co prawe, i do siebie nawzajem”.

## Polska
Świadkowie Jehowy w Polsce pomimo obowiązującego od roku 1950 zakazu działalności, latem większymi grupami spotykali się w lasach, na jednodniowych tzw. konwencjach leśnych, na których przedstawiono główne punkty programu kongresu międzynarodowego.

## Kampania informacyjna
Piątkowe przedpołudnia międzynarodowych kongresów poświęcone były działalności kaznodziejskiej. Każdy Świadek Jehowy otrzymał specjalną torbę z napisem Międzynarodowy Zjazd Świadków Jehowy – 1978. Zawierała ona pełne wyposażenie do służby kaznodziejskiej – piątkowe przedpołudnie wszyscy spędzili na zapraszaniu mieszkańców miast kongresowych na program, który rozpoczynał się tego dnia po południu.